# John Taylor (mormonisme)
Pour les articles homonymes, voir John Taylor et Taylor.
John Taylor (1er novembre 1808 - 25 juillet 1887) était un dirigeant et homme politique mormon, qui fut le 3e président de l'Église de Jésus-Christ des saints des derniers jours de 1877 à sa mort.
Sous sa présidence, il favorise l'expansion du mormonisme et fait établir des colonies au Mexique, notamment dans les États du Sonora et de Chihuahua.

## Auteur
Lorsqu'il fut membre du Collège des Douze, John Taylor consacra son temps à la proclamation et la défense de l'Évangile et à l'écriture en tant que rédacteur du Times and Seasons, du Wasp et du Nauvoo Neighbor, tous des journaux de Nauvoo. Plus tard, lorsqu'il présida l'Église dans l'Est des États-Unis, il fut le rédacteur et l'éditeur du Mormon, hebdomadaire newyorkais, qui présentait la doctrine de l'Église. Ses livres comprennent deux commentaires de doctrine, The Government of God et An Examination into and an Elucidation of the Great Principle of the Mediation and Atonement of Our Lord and Saviour Jesus Christ.

## Missionnaire
John Taylor fit quatre missions à plein temps : deux en Grande Bretagne, une en France et en Allemagne et une à New York. En tout, il passa plus de sept ans en mission à plein temps.
Trente ans avant de devenir président de l'Église de Jésus-Christ des saints des derniers jours, John Taylor fut, en qualité d'apôtre, missionnaire en France. C'est le 7 octobre 1849 que John Taylor fut appelé par Brigham Young à prêcher en France, activité qui se déroula en 1850 et 1851.
En tant qu'apôtre et plus tard en tant que président de l'Église, le président Taylor exhorta continuellement les saints des derniers jours à aimer et à fortifier leur famille. Il recommanda aux membres de l'Église de réserver une soirée par semaine pour étudier l'Évangile et pour se distraire en famille. Il leur promit la paix et l'amour, la pureté et la joie qui rendraient leur vie de famille idéale s'ils appliquaient fidèlement le principe d'une soirée familiale.

## Mariages

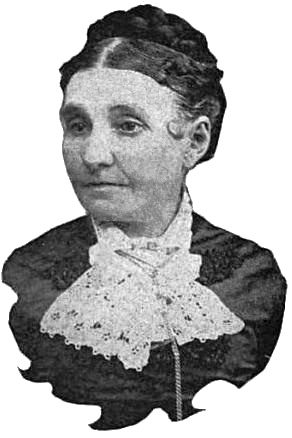
Margaret Young Taylor, présidente de l'organisation des Jeunes Filles mormones.

Comme son prédécesseur, Brigham Young, Taylor poursuit la pratique du mariage plural. Il eut ainsi huit femmes et 34 enfants.
- Leonora Cannon (1796-1868)
- Elizabeth Kaighin (1811-1895)
- Jane Ballantyne (1813-1901)
- Mary Ann Oakley (1826-1911)
- Sophia Whitaker (1825-1887)
- Harriet Whitaker (1825-1882)
- Margaret Young (1837-1919)
- Joséphine Elizabeth Roueche (1860-1943)